# Cathédrale Sainte-Marie d'Oradea
Cette  cathédrale n’est pas la seule cathédrale Sainte-Marie.
La cathédrale Sainte-Marie d'Oradea (en roumain : Catedrala romano-catolică Adormirea Maicii Domnului) également appelée cathédrale catholique de l'Assomption, est le nom donné à l'église cathédrale du diocèse latin d'Oradea Mare. Elle est située dans la ville d'Oradea, au nord-ouest de la Roumanie.
La basilique a été construite en style baroque entre 1752 et 1780 et a été conçue par l'architecte italien Giovanni Battista Ricca (1691-1757). Après la mort du premier architecte, la construction fut achevée par le Viennois Franz Anton Hillebrandt et l'église fut ornée de décorations baroques d'Autriche. Elle est la plus grande église baroque de Roumanie.
La cathédrale célèbre le saint roi Ladislas Ier avec une statue à l'extérieur et un buste-reliquaire à l'intérieur.

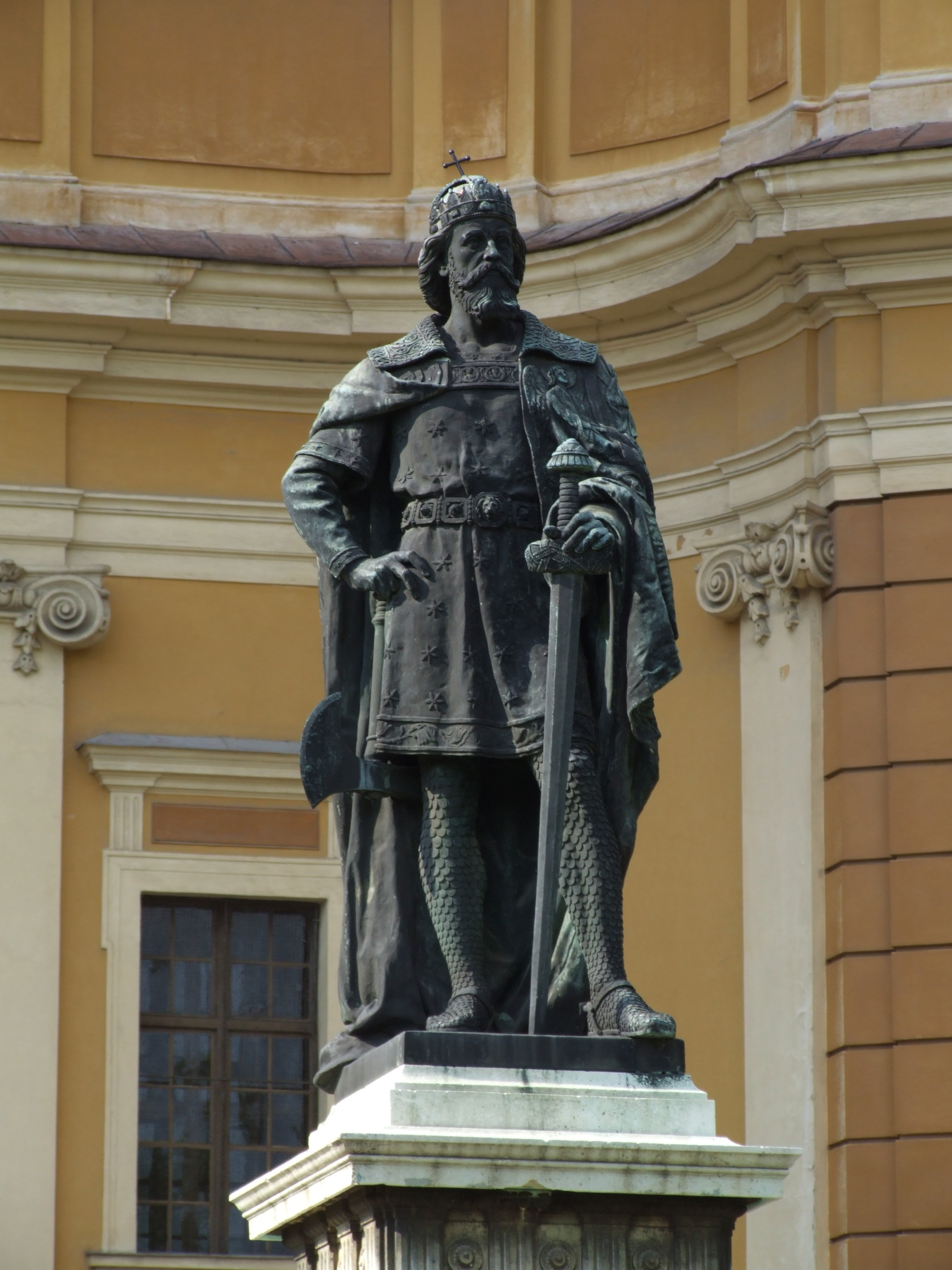
Statue de Ladislas.
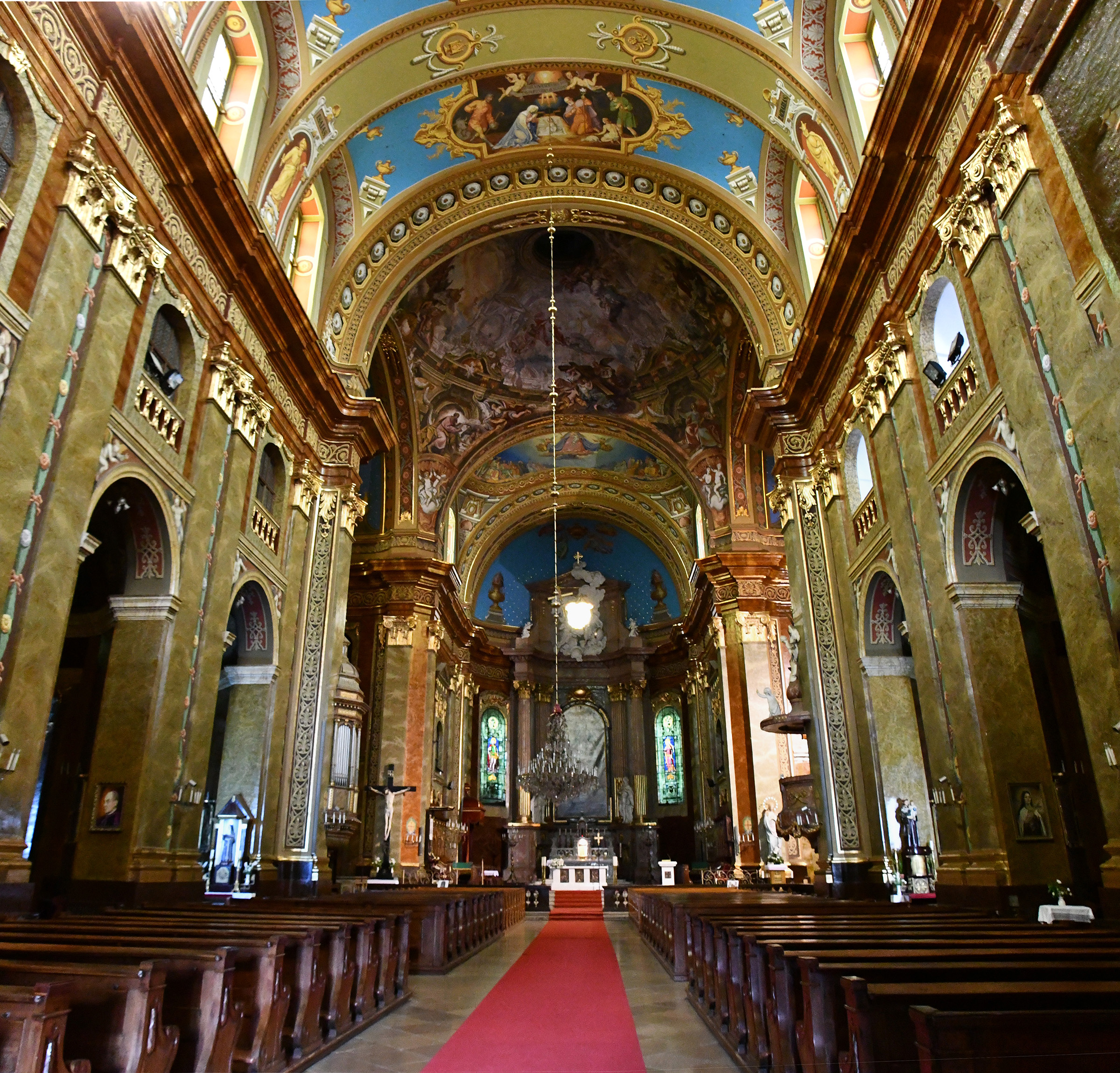
la nef.
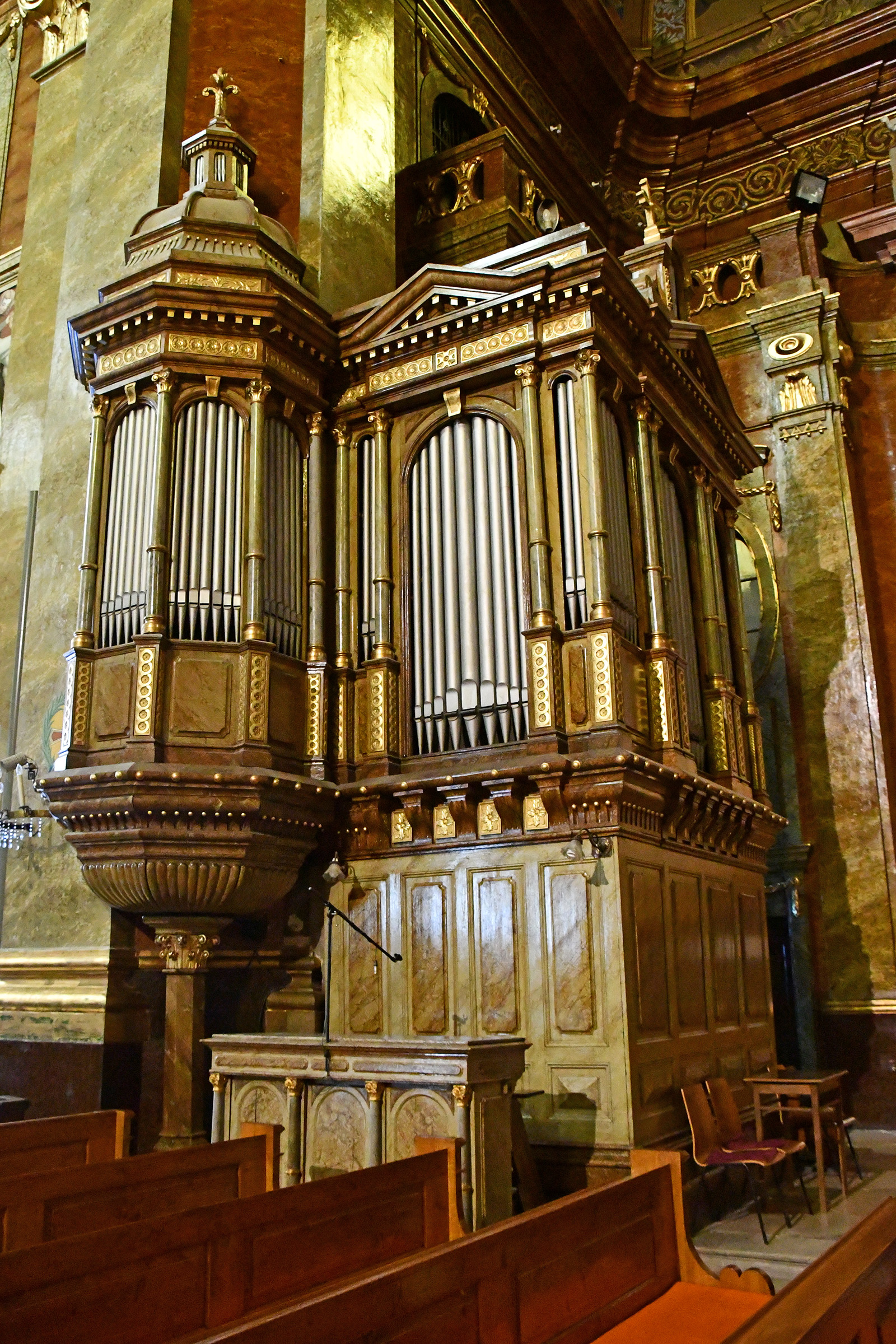
L'orgue.

## Voir également

### Article lié
- Église romano-catholique de Roumanie